# La mujer sin lágrimas
La mujer sin lágrimas es una película dramática mexicana de 1951 dirigida por Alfredo B. Crevenna y protagonizada por Libertad Lamarque, Marga López y Ernesto Alonso.

## Argumento
Carlos (Ernesto Alonso) espera a la puerta de la iglesia a su novia Consuelo (Libertad Lamarque); mientras tanto, en su casa, la mujer anuncia que no habrá boda. Parte con su hermana Beatriz (Marga López) hacia un pueblo del cual retorna con una niña, que Consuelo afirma es su hija. Ya adolescente, la niña, Rita (Alma Delia Fuentes), vive bajo la estricta autoridad de Consuelo, además de sentir el repudio social por ser una bastarda. La joven se siente más a gusto al lado de la dulce Beatriz, que la consiente mucho, por lo que se rebela ante Consuelo. Cuando Carlos regresa a la vida de las mujeres, secretos son revelados, incluyendo el origen de Rita, que no es tan sencillo como parece.

## Reparto
- Libertad Lamarque como Consuelo.
- Marga López como Beatriz.
- Ernesto Alonso como Carlos.
- Francisco Jambrina como Alejandro.
- Maruja Grifell como Claudia.
- Eduardo Alcaraz como Señor cura.
- Miguel Ángel López como Javier.
- Alma Delia Fuentes como Rita.
- Daniel Arroyo como Coronel (no acreditado).
- Carmen Cabrera como Profesora (no acreditado).
- Lupe Carriles como Doña Pachita (no acreditada).
- Ethel Carrillo como Jerónima (no acreditada).
- Enedina Díaz de León como Sirvienta de Beatriz (no acreditada).
- Conchita Gentil Arcos como Sarita (no acreditada).
- Georgina González como Invitada a boda (no acreditada).
- Ana María Hernández como Invitada al recital (no acreditada).
- Elodia Hernández como Antonia, sirvienta (no acreditada).
- Cecilia Leger como Pueblerina (no acreditada).
- Inés Murillo como Enfermera (no acreditada).
- Diana Ochoa como Belinda (no acreditada).